# Turn of the Tide
Turn of the Tide è l'undicesimo album della band rock britannica Barclay James Harvest, pubblicato nel 1981.

## Formazione
- John Lees / voce, chitarra
- Les Holroyd / voce, basso, chitarra, tastiera
- Mel Pritchard / batteria
- Colin Browne / tastiera, chitarra, basso, voce
- Kevin McAlea / tastiera

## Tracce
1. Waiting On The Borderline – 3:41
2. How Do You Feel Now? – 4:47
3. Back To The Wall – 5:08
4. Highway For Fools – 3:12
5. Echoes And Shadows – 4:59
6. Death Of A City – 3:47
7. I'm Like A Train – 5:23
8. Doctor Doctor – 5:35
9. Life Is For Living – 3:38
10. In Memory Of The Martyrs – 7:56